# Liste des cavités naturelles les plus longues de Bolivie

Bolivie.

La liste des cavités naturelles les plus longues de Bolivie recense sous la forme d'un tableau, les cavités souterraines naturelles connues, dont le développement est supérieur ou égal à cent mètres.
La communauté spéléologique considère qu'une cavité souterraine naturelle n'existe vraiment qu'à partir du moment où elle est « inventée » c'est-à-dire découverte (ou redécouverte), inventoriée, topographiée et publiée. Bien sûr, la réalité physique d'une cavité naturelle est la plupart du temps bien antérieure à sa découverte par l'homme ; cependant tant qu'elle n'est pas explorée, mesurée et révélée, la cavité naturelle n'appartient pas au domaine de la connaissance partagée.
La liste spéléométrique des plus longues cavités naturelles de la Bolivie (≥ 100 m) est  actualisée fin 2018.
La plus longue cavité répertoriée en Bolivie dépasse les 4 kilomètres de développement ; il s'agit de la Caverna de Umajalanta (cf. ligne 1 du tableau ci-dessous).

## Répartition géographique
| \| La Paz Potosí Trinidad Sucre Cochabamba Oruro Cobija Santa Cruz de la Sierra Tarija \| Répartition géographique des cavités naturelles de la Bolivie. |
| La Paz Potosí Trinidad Sucre Cochabamba Oruro Cobija Santa Cruz de la Sierra Tarija                                                                      |

## Cavités boliviennes de développement supérieur ou égal à100m
16 cavités sont recensées au 31-12-2018.
| Réf. | Cavités                          | Départements | Provinces / Municipalités | Coordonnées (WGS 84)         | Dével. (en mètres) | Déniv. (en mètres) | Sources ou références | Mises à jour |
| ---- | -------------------------------- | ------------ | ------------------------- | ---------------------------- | ------------------ | ------------------ | --------------------- | ------------ |
| 1    | Caverna de Umajalanta            | Potosí       | Charcas / Torotoro        | 18° 06′ 52″ S, 65° 48′ 42″ O | +4 600, m          | +0164, m           | Cuevasdelperu.org     | 1989-00      |
| 2    | Resurgencia de Chiflonkhakha     | Potosí       | Charcas / Torotoro        | 18° 07′ 20″ S, 65° 46′ 26″ O | +0720, m           | +0033, m           | Cuevasdelperu.org     | 1997-00      |
| 3    | Gruta de San Pedro               | La Paz       | Larecaja / Sorata         | 15° 44′ 23″ S, 68° 41′ 50″ O | +0510, m           | +0049, m           | Cuevasdelperu.org     | 1997-00      |
| 4    | Cueva de la Navidad - Huayllas   | Potosí       | Charcas / Torotoro        | 18° 08′ 20″ S, 65° 45′ 01″ O | +0375, m           | +0170, m           | Cuevasdelperu.org     | 1999-00      |
| 5    | Cueva de San Miserato            | Santa Cruz   | Chiquitos / Roboré        | 18° 21′ 09″ S, 59° 32′ 33″ O | +0350, m           | +0028, m           | Cuevasdelperu.org     | 1989-00      |
| 6    | Caverna de los Guacharos         | Cochabamba   | Arani / Tiraque           | 17° 03′ 48″ S, 65° 28′ 17″ O | +0280, m           | +0035, m           | Cuevasdelperu.org     | 1989-00      |
| 7    | Cueva Cinco Entradas             | Potosí       | Charcas / Torotoro        | 18° 08′ 00″ S, 65° 48′ 29″ O | +0275, m           | +0115, m           | Cuevasdelperu.org     | 1995-00      |
| 8    | Yarajq'Asa                       | Potosí       | Charcas / Torotoro        | 18° 08′ 07″ S, 65° 47′ 58″ O | +0251, m           | +0139, m           | Cuevasdelperu.org     | 1998-00      |
| 9    | Sima de Yurajllustha             | Potosí       | Charcas / Torotoro        | 18° 07′ 54″ S, 65° 48′ 26″ O | +0225, m           | +0116, m           | Cuevasdelperu.org     | 1997-00      |
| 10   | Gruta Pq'Inca Q'Asa              | Potosí       | Charcas / Torotoro        | 18° 05′ 06″ S, 65° 49′ 54″ O | +0205, m           | +0025, m           | Cuevasdelperu.org     | 1997-00      |
| 11   | Cueva de Chili Jusqu             | Potosí       | Charcas / Torotoro        | 18° 08′ 15″ S, 65° 45′ 17″ O | +0180, m           | +0037, m           | Cuevasdelperu.org     | 1997-00      |
| 12   | Akakor 3                         | Potosí       | Charcas / Torotoro        | 18° 07′ 21″ S, 65° 46′ 19″ O | +0177, m           | NC                 | Cuevasdelperu.org     | 2009-00      |
| 13   | Juraq Llust'A2                   | Potosí       | Charcas / Torotoro        | 18° 07′ 54″ S, 65° 48′ 25″ O | +0171, m           | +0060, m           | Cuevasdelperu.org     | 1989-00      |
| 14   | Cueva de Supaipaj Huakanon Jusqu | Potosí       | Charcas / Torotoro        | 18° 05′ 28″ S, 65° 49′ 09″ O | +0130, m           | +0005, m           | Cuevasdelperu.org     | 1989-00      |
| 15   | Grutas Qocha Pampa               | Potosí       | Charcas / Torotoro        | 18° 04′ 49″ S, 65° 49′ 40″ O | +0125, m           | +0020, m           | Cuevasdelperu.org     | 1997-00      |
| 16   | Cueva de Yaka Punku              | Potosí       | Charcas / Torotoro        | 18° 04′ 29″ S, 65° 49′ 30″ O | +0109, m           | +0013, m           | Cuevasdelperu.org     | 2005-00      |